# Птеранодонтиды
Птеранодонтиды (лат. Pteranodontidae) — семейство крупных птерозавров, обитавших на территории Северной Америки в меловом периоде. Название таксону дал в 1876 году Отниэл Чарлз Марш. У птеранодонтид имелся длинный характерный гребень, выступающий из затылочной части головы. Эффектно-хохлатый никтозавр иногда включается в это семейство, хотя обычно помещается в собственное — Nyctosauridae.
Мнения современных исследователей относительно систематики птеранодонтид разнятся. Кристофер Беннетт и Александр Келлнер пришли к выводу, что никтозавр не был птеранодонтидом. В 1994 году Беннетт определил кладу Pteranodontidae, также включавшую в себя виды семейства  Anhangueridae. Однако это определение не было принято другими учёными. Например, Александр Келлнер назвал несколько дополнительных видов для образцов, ранее классифицированных как птеранодон, и разместил P. sternbergi в отдельном роде Geosternbergia. Келлнер переформулировал определение птеранодонтид как самого последнего общего предка Pteranodon longiceps, Geosternbergia sternbergi и Dawndraco kanzai и всех их потомков. Это определение в настоящее время признаётся спорным, однако, поскольку валидность Dawndraco оспаривается, отделение Geosternbergia от птеранодона поставлено под сомнение. Эта клада, возможно, включает в себя семейство Nyctosauridae. Анализ Дэвида Анвина показал тесную связь между птеранодоном и никтозавром, и он использовал название Pteranodontia для клады, содержащей оба рода.
Птеранодонтиды в основном известны от коньякской до кампанской эпох мелового периода Северной Америки и Японии. Однако, потенциально маастрихские остатки были найдены в нескольких других местах, которые были, по-видимому, весьма распространены в маастрихте моря Тетис. В Марокко недалеко от Хурибги в фосфатном карьере Улед Абдун в маастрихтском ярусе найден вид Tethydraco regalis. Кроме того, более поздние филогенетические исследования предполагают, что они имеют так называемую призрачную линию, встречающуюся намного раньше в меловом периоде.